# Малые Кайбицы
Ма́лые Ка́йбицы (тат. Кече Кайбыч, Keçe qaybıç) — село в Кайбицком районе Республики Татарстан. Входит в состав Эбалаковского сельского поселения.

## География
Село расположено на реке Берля, в 4 км к югу от села Большие Кайбицы.

## История
Основано в период Казанского ханства. 
В XVIII — первой половине XIX века жители относились к сословию государственных крестьян. Основные занятия жителей в этот период — земледелие и скотоводство.
В начале XX века в селе действовали мечеть, медресе, ветряная и 2 водяные мельницы, мануфактурная и 4 мелочные лавки. 
Земельный надел сельской общины составлял 1094 десятины.
До 1920 года село входило в Кушманскую волость Свияжского уезда Казанской губернии. С 1920 года в составе Свияжского кантона ТАССР. С 14 февраля 1927 года в Ульянковском, с 1 августа 1927 года в Кайбицком, с 1 февраля 1963 года в Буинском, с 4 марта 1964 года в Апастовском, с 19 апреля 1991 года в Кайбицком районах.
В 1958 году колхоз села «Малые Кайбицы» вошёл в состав колхоза им. Сталина (села Большие Кайбицы, Кушманы, Старые Чечкабы), в 1961 году переименован в колхоз «Правда».

## Население
| 1782 | 1859 | 1897 | 1908 | 1920 | 1926 | 1938 | 1949 | 1958 | 1970 | 1979 | 1989 | 2002 | 2010 | 2017 |
| ---- | ---- | ---- | ---- | ---- | ---- | ---- | ---- | ---- | ---- | ---- | ---- | ---- | ---- | ---- |
| 128  | 594  | 1052 | 1273 | 1101 | 980  | 1127 | 814  | 711  | 766  | 673  | 543  | 501  | 441  | 446  |

Национальный состав села: татары – 100%.

## Экономика
Жители преимущественно занимаются полеводством, молочным скотоводством, свекловодством.

## Социальная сфера
В селе действуют начальная школа (с 1935 г.), детский сад, дом культуры, библиотека, фельдшерско-акушерский пункт.

## Религия
Мечеть (с 2001 г.).

## Известные люди
- Имам М. Тухватуллин (1845—1920) — религиозный деятель, педагог, основатель и руководитель медресе «Мутыгия» (г. Уральск), отец журналиста и издателя К. М. Мутыги и актрисы Г. М. Кайбицкой